# بترا برينكمان
بترا برينكمان (بالألمانية: Petra Brinkmann )‏ (و. 1942 – م) هي سياسية، من ألمانيا، ولدت في هامبورغ، الحزب الديمقراطي الاجتماعي الألماني.

## مناصب
تولت منصب عضو البرلمان هامبورغ.